# فيليبي بيرتولدو
فيليبي بيرتولدو (Fellipe Bertoldo dos Santos ) (مواليد 5 يناير 1991) هو لاعب كرة قدم. يلعب مع منتخب تيمور الشرقية لكرة القدم.

## وصلات خارجية
- فيليبي بيرتولدو على موقع رابطة كرة القدم اليابانية للمحترفين (اليابانية)
- فيليبي بيرتولدو على موقع قاعدة بيانات كرة القدم.إي يو (الإنجليزية)
- فيليبي بيرتولدو على موقع ناشيونال فوتبول تيمز (الإنجليزية)
- فيليبي بيرتولدو على موقع Soccerway.com (الإنجليزية)
- فيليبي بيرتولدو على موقع عالم كرة القدم.نت (الإنجليزية)

- National Football Teams